# Pareremus
Pareremus is een geslacht van rechtvleugeligen uit de familie Gryllacrididae. De wetenschappelijke naam van dit geslacht is voor het eerst geldig gepubliceerd in 1934 door Ander.

## Soorten
Het geslacht Pareremus omvat de volgende soorten:
- Pareremus angustus Walker, 1869
- Pareremus atrofrons Tepper, 1892
- Pareremus callabonnensis Tepper, 1895
- Pareremus camerani Griffini, 1893
- Pareremus fumatus Tepper, 1892
- Pareremus guttifrons Walker, 1869
- Pareremus michaelseni Griffini, 1913
- Pareremus muelleri Brunner von Wattenwyl, 1888
- Pareremus spinosus Karny, 1931
- Pareremus tigrinus Tepper, 1892